# Torsten Sylvan
Torsten Sylvan (n. 28 ianuarie 1895, Visby, Comitatul Gotland, Suedia – d. 26 aprilie 1970, Stockholm, Suedia) a fost un sportiv ce a reprezentat Suedia, medaliat olimpic. A participat la o ediție a Jocurilor Olimpice (1924) în care a câștigat o medalie de argint.

## Participări
Lista de mai jos prezintă principalele competiții la care a participat Torsten Sylvan de-a lungul carierei.
- equestrian at the 1924 Summer Olympics – team eventing[*]